# قوانين متعلقة بالاغتصاب
الاغتصاب هو نوع من الاعتداء الجنسي يبدؤه شخصٌ أو أكثر ضد شخصٍ آخر دون موافقة ذلك الشخص. يمكن تنفيذ الفعل بالقوة البدنية أو عندما يكون الشخص تحت التهديد أو التلاعب أو مع شخص غير قادر على الموافقة الحقيقية. وهو اسم جريمة قانونية في الدول القضائية مثل إنكلترا وويلز وأيرلندا الشمالية واسكتلندا وكاليفورنيا ونيويورك وهو مصطلحٌ قانوني يستخدم في تعريف جريمة الانتهاك الجنسي في نيوزيلندا. وكذلك يعرف في سلطنة عمان بفعل المواقعة بغير رضا.

## المصطلحات والتعريفات

### التصنيف
اعتمادًا على السلطة القضائية، يمكن وصف الاغتصاب بأنه جريمة جنسية أو جريمة ضد الشخص. يمكن أيضًا وصف الاغتصاب بأنه شكلٌ من أشكال الاعتداء المشدد واعتداءٍ مخلٍ بالآداب.
للاستمرار الإدانة، قد يتطلب الاغتصاب دليلاً على أن المدعى عليه قد أقدم على أي فعل جنسي إجباري مع شخصٍ آخر. بالاعتماد على السلطة القضائي، قد يتكون الفعل الجرمي للاغتصاب من معرفة جسدية بالمرأة أو ممارسة الجنس مع امرأة أو فتاة على وجه التحديد أو إما امرأة أو رجل (بما في ذلك فتاة أو ولد) أو المشاركة في الجماع الجنسي مع شخص.

### فكر اجرامي
تختلف البلدان حول العالم في كيفية تعاملها مع عنصر الفكر الجنائي في القانون المتعلق بالاغتصاب (أي اعتقاد المتهم بأن الضحية غير موافق أو قد لا يوافق)، وكيف أنه يضع عبء الإثبات مع فيما يتعلق بالاعتقاد بالموافقة.

### إعادة التعريف والقوانين

#### بشكلٍ عام
منذ الجزء الثاني من القرن العشرين وما بعده، شهدت جريمة الاغتصاب تغييراتٍ كبيرة في التعريف في العديد من البلدان خاصةً في الدول الغربية. وقد تطورت من تعريفها التقليدي الضيق للولوج الإجباري في المهبل خارج نطاق الزواج، إلى تعريف أوسع والذي يتضمن الجنس القسري في الزواج (الاغتصاب الزوجي).

### الاغتصاب الزوجي
ضُمّن الاغتصاب الزوجي في إعلان عام 1993 للقضاء على العنف ضد المرأة كشكلٍ من أشكال هذا العنف والذي ينص على ما يلي:

## كجريمة اختطاف
في روما القديمة، كان الاغتصاب جريمةٌ تعرّف في المقام الأول على حالة رجل يختطف أنثى دون موافقة الرجل الذي كانت تحت سلطته (عادة الأب أو الزوج) حيث لم يكن الجماع الجنسي ضروريًا.

## القانون العام
كان الاغتصاب جريمةٌ بموجب القانون العام لإنكلترا. اعتُرف بالاغتصاب كجريمة بموجب قانون البلدان الأخرى بما في ذلك أستراليا والولايات المتحدة نتيجةً للاستعمار أو الغزو.

## العقاب

### معاقبة المعتدين
العقوبة على الاغتصاب في معظم البلدان اليوم هي السجن. يُعد الإخصاء أحيانًا عقابًا على الاغتصاب كما أن بعض الاختصاصات القضائية الأمريكية تسمح بعقوبات أقصر لمجرمي الجنس الذين يوافقون على الإخصاء الكيميائي الاختياري.

### معاقبة الضحايا
في حين أن هذه الممارسة تُدان على أنها بربرية من قبل العديد من المجتمعات الحالية، فإن بعض المجتمعات تعاقب ضحايا الاغتصاب والجناة. ووفقاً لهذه الثقافات، فإن اغتصاب الضحية يؤدي إلى إهانة الضحية وفي كثير من الحالات أسرة الضحية. في بعض البلدان (مثل ليبيا وأفغانستان) يُقتل ضحايا الاغتصاب أحيانًا لاستعادة شرف اسم العائلة.

## تجريم الاغتصاب في العالم

### كندا
لا تُستخدم كلمة الاغتصاب في القانون الجنائي الكندي. بدلًا من ذلك، يجرّم القانون الاعتداء الجنسي. يعرَّف الاعتداء الجنسي بأنه اتصال جنسي مع شخص آخر دون موافقة ذلك الشخص الآخر.

### فرنسا
أيّ فعلٍ من أفعال الاختراق الجنسي مهما كانت طبيعته يُرتكب ضد شخص آخر بسبب العنف أو القيد أو التهديد أو المفاجأة هو الاغتصاب. يُعاقب على الاغتصاب بالسجن الجنائي لمدة أقصاها خمس عشرة سنة.
يُعاقب على الاغتصاب بالسجن مدة لا تزيد عن عشرين سنة في بعض العوامل المشددة (بما في ذلك الضحية دون سن الخامسة عشرة).
يُعاقب على الاغتصاب بالسجن الجنائي لمدة أقصاها ثلاثين سنة إذا تسبب في وفاة الضحية.
يعاقب على الاغتصاب بالسجن لمدة أقصاها مدى الحياة عندما يسبقه أو يرافقه أو يتبعه تعذيب أو أعمال بربرية.

### أيرلندا
في قانون جمهورية أيرلندا، هناك جريمتان منفصلتان للاغتصاب:
- «الاغتصاب في القانون العام»، ويقتصر على الاختراق المهبلي بالقضيب.
- «الاغتصاب في إطار الباب الرابع للقانون الجنائي»، يقتصر على الاختراق الشرجي أو الفموي من القضيب، أو الاختراق المهبلي بواسطة جسم غير حي.

### غواتيمالا
في غواتيمالا يحدد قانون عام 2009 الخاص بمكافحة العنف الجنسي والاستغلال والاتجار بالأشخاص الاغتصاب ما يلي:
الاغتصاب
أياً كان عن طريق العنف الجسدي أو النفسي أو الاتصال الجنسي المهبلي أو الشرجي أو الفموي مع شخص آخر أو إجبار شخصٍ آخر على القيام بذلك، يُعاقب بالسجن من ثمانية إلى اثني عشر عامًا.

### إيران
في إيران، يُمثل الحكم الصادر في قضية اغتصاب عقوبة الإعدام شنقاً في الساحات العامة أو السجون.

### سلطنة عمان
في قانون سلطنة عمان يعد الاغتصاب من جرائم الواقعة على العرض والمقصود بجريمة المواقعة هي دخول العضو الذكري لأقل درجة في القُبل أو في الدبر سواء كان ذلك مصحوباً بإنزال المني أم لا حيث أنه يكون من خلال اتصال ذكر بإنثى أو ذكر بذكر جنسياً ومن دون رضا، وتتنوع الأحكام المتعلقة بالاغتصاب حيث قد تصل للسجن المطلق في حال توفر أحد ظروف التشديد، وفي الحالات العادية يعاقب القانون العماني مرتكب جريمة المواقعة بغير رضا مدة لا تقل عن 10 سنوات ولا تزيد عن 15 سنة

### المملكة المتحدة
اعتُبر الاغتصاب جريمةً قانونيةً في عام 2005. وقد تأسس بموجب المادة 1 من قانون الجرائم الجنسية لعام 2005.

### مصر
عرفت محكمة النقض في مصر أن الاغتصاب هو «الوطء المؤثم قانوناً وقد حصل بغير رضا الأنثى المجني عليها»، ويعاقب كل من أغتصب أثنى بالسجن المؤبد أو الإعدام إذا توافرت أحد ظروف التشديد.

### لبنان
تعتبر جريمة الاغتصاب في القانون اللبناني جناية معاقب عليها بالأشغال الشاقة خمس سنوات على الأقل وفقاً للمادة 503 قانون العقوبات ويجب أن لا تنقص العقوبة عن سبعة سنوات إذا كان المجني عليه لم يتم الخامسة عشر من العمر.

### سوريا
نصت المادة 489 من قانون العقوبات السوري بأنه يعاقب بالأشغال الشاقة خمس عشر سنة على الأقل كل من أكره غير زوجه بالعنف أو التهديد على الجماع، ولا تنقص العقوبة عن إحدى وعشرين سنة إذا كان المعتدي لم يتم الخامسة عشر من العمر 

### قطر
نصت المادة (279) من قانون العقوبات في قطر بأنه يعاقب بالإعدام أو الحبس المؤبد كل من واقع أنثى بغير رضاها سواء بالإكراه أو التهديد أو الحيلة، وتكون العقوبة الإعدام، إذا كان الجاني من أصول المجني عليها، أو من المتولين تربيتها أو رعايتها، أو ممن لهم سلطة عليها، أو كان خادماً عندها أو عند من تقدم ذكرهم.